# José Galán
José Galán Barba (Sanlúcar de Barrameda, Cádiz, España, 26 de julio de 1973) es un exfutbolista español que se desempeñaba como defensa.

## Clubes
| Club                       | País   | Año       |
| -------------------------- | ------ | --------- |
| Xerez C. D.                | España | 1997-1998 |
| R. C. Recreativo de Huelva | España | 1998-2004 |
| U. D. Almería              | España | 2004-2005 |
| Algeciras C. F.            | España | 2005-2006 |